# Chloressigsäure
In Chloressigsäure (auch: Monochloressigsäure) ist ein Wasserstoffatom der Methylgruppe der Essigsäure durch ein Chloratom ersetzt. 

## Darstellung
Die Darstellung erfolgt durch Chlorierung von Essigsäure bei 85 °C und bis zu 6 bar unter Zugabe katalytischer Mengen von Acetanhydrid oder Acetylchlorid.

## Eigenschaften
Chloressigsäure bildet farblose Kristalle mit stechendem (essigsäureartigem) Geruch, die zwischen 53 und 63 °C schmelzen (je nach Modifikation) und sich leicht in Wasser, aber auch in Ethanol, Diethylether und anderen organischen Lösungsmitteln lösen. Die wässrige Lösung reagiert stark sauer, wesentlich stärker sauer als Essigsäure. 
Grund dafür ist die Stabilisierung des Anions durch das recht elektronegative Chloratom: Es wirkt elektronenziehend und verteilt (delokalisiert) die negative Ladung des Anions über das gesamte Molekül und stabilisiert das Anion. 

## Verwendung
Chloressigsäure ist Ausgangsstoff für Carboxymethylcellulose, Mercaptoessigsäure, Cyanessigsäure sowie für Pflanzenschutzmittel, Farbstoffe oder Arzneimittel. Direkt angewendet wird Monochloressigsäure beim Verätzen von Warzen (Handelsname: Acetocaustin).
Die Anwendung von Monochlor- und Monobromessigsäure als Desinfektions- und Konservierungsmittel in der Getränkeindustrie führte 1985 in Bayern zum Bierskandal.

## Gefahren
Chloressigsäure und ihre Dämpfe sind giftig und wirken stark ätzend an den Augen, den Atemwegen und der Haut. Die Substanz wird leicht durch die Haut aufgenommen.
Bei Berühren der Haut muss die Säure sofort mit Wasser abgespült werden. Es besteht die Gefahr einer Vergiftung, die bei Benetzung von 5 bis 10 % der Körperoberfläche, ab 80%iger Lösung, zum Tode führen kann.